# Quatretonda
Quatretonda (em valenciano e oficialmente) ou Cuatretonda (em castelhano) é um município da Espanha na província de Valência, Comunidade Valenciana. Tem 43,6 km² de área e em 2021 tinha 2 146 habitantes (densidade: 49,2 hab./km²).

## Demografia
| Variação demográfica do município entre 1991 e 2004 | Variação demográfica do município entre 1991 e 2004 | Variação demográfica do município entre 1991 e 2004 | Variação demográfica do município entre 1991 e 2004 |
| --------------------------------------------------- | --------------------------------------------------- | --------------------------------------------------- | --------------------------------------------------- |
| 1991                                                | 1996                                                | 2001                                                | 2004                                                |
| 2585                                                | 2570                                                | 2538                                                | 2529                                                |